# Кожило
Ко́жило (рос. Кожило) — присілок в Балезінському районі Удмуртії, Росія.

## Населення
Населення — 743 особи (2010; 681 в 2002).
Національний склад станом на 2002 рік:
- удмурти — 76 %